# Newmarket (New Hampshire)
Newmarket è un comune degli Stati Uniti d'America facente parte della contea di Rockingham, nello stato del New Hampshire.